# Evgeny Kovalenko
Evgeny Kovalenko (russe : Евгений Константинович Коваленко), né le 3 janvier 1950, à Tachkent, en République socialiste soviétique d'Ouzbékistan est un joueur et entraîneur de basket-ball soviétique, puis russe. 

## Palmarès
- 3e du championnat d'Europe 1973
- Finaliste de l'Universiade d'été de 1970